# Femke Dekker
Femke Dekker (ur. 11 lipca 1979 w Leiderdorp) – holenderska wioślarka.

## Osiągnięcia
- Igrzyska Olimpijskie – Sydney 2000 – dwójka bez sternika – 10. miejsce[2].
- Mistrzostwa Świata – Lucerna 2001 – ósemka – 8. miejsce[2].
- Mistrzostwa Świata – Lucerna 2001 – czwórka bez sternika – 3. miejsce[2].
- Mistrzostwa Świata – Sewilla 2002 – czwórka podwójna – 8. miejsce[2].
- Mistrzostwa Świata – Mediolan 2003 – dwójka podwójna – 12. miejsce[2].
- Igrzyska Olimpijskie – Ateny 2004 – jedynka – 10. miejsce[2].
- Mistrzostwa Świata – Gifu 2005 – ósemka – 3. miejsce[2].
- Mistrzostwa Świata – Eton 2006 – czwórka bez sternika – 5. miejsce[2].
- Mistrzostwa Świata – Monachium 2007 – ósemka – 7. miejsce[2].
- Igrzyska Olimpijskie – Pekin 2008 – ósemka – 2. miejsce[2].
- Mistrzostwa Świata – Poznań 2009 – czwórka bez sternika – 1. miejsce[2].
- Mistrzostwa Świata – Poznań 2009 – ósemka – 3. miejsce[2].
- Mistrzostwa Europy – Montemor-o-Velho 2010 – ósemka – 2. miejsce[2].
- Mistrzostwa Świata – Karapiro 2010 – czwórka bez sternika – 1. miejsce[2]
- Mistrzostwa Świata – Bled 2011 – czwórka bez sternika – 3. miejsce[2]